# Copa Watney
A Copa Watney (em inglês, Watney Cup), denominada oficialmente de Watney Mann Invitation Cup, foi um torneio de futebol inglês disputado no início dos anos 1970 e que teve vida curta. Era disputado antes do início de cada temporada e dele participavam as equipes que mais gols tinham feito nas quatro primeiras divisões da liga inglesa de futebol. De cada divisão eram selecionados dois times e a disputa se dava no formato mata-mata.
Sua principal singularidade foi que se tratou da primeira competição de futebol onde a disputa por pênaltis foi utilizada como critério para decidir partidas com resultado de empate. A primeira vez em que o artifício foi utilizado foi na semi-final do torneio de 1970, entre o Hull City e o Manchester United FC.
Outras particularidades inéditas à época eram o fato de que o nome da competição fazia referência ao seu principal patrocinador (a cervejaria Watney Mann) e que os jogos eram televisionados ao vivo.
O torneio teve quatro edições, entre os anos de 1970 e 1973.

## Finalistas
| Ano  | Campeão           | Resultado          | Vice                 |
| ---- | ----------------- | ------------------ | -------------------- |
| 1970 | Derby County      | 4-1                | Manchester United    |
| 1971 | Colchester United | 4-4 (4-3 pênaltis) | West Bromwich Albion |
| 1972 | Bristol Rovers    | 0-0 (7-6 pênaltis) | Sheffield United     |
| 1973 | Stoke City        | 2-0                | Hull City            |